# Enrique Cáceres
Enrique Cáceres Villafane, é um árbitro de futebol paraguaio.